# Lista de episódios de No Game No Life

No Game No Life é uma série de anime baseada na light novel de mesmo nome, escrita e ilustrada por Yuu Kamiya. A série teve sua adaptação para anime anunciada em 27 de julho de 2013 pela revista Monthly Comic Alive. Dirigida por Atsuko Ishizuka e animada pelo estúdio Madhouse, a série estreou em 9 de abril de 2014 no canal AT-X; posteriormente, foi transmitida em outras cinco emissoras e diversas plataformas de streaming.  O episódio final foi ao ar em 25 de junho de 2014. A Media Factory lançou a série em seis volumes de DVD e Blu-ray entre 25 de junho e 26 de novembro de 2014. O tema de abertura da série foi "This Game", interpretado por Konomi Suzuki, e o tema de encerramento é "Oracion", pela dubladora de Shiro, Ai Kayano.
A Crunchyroll transmitiu No Game No Life simultaneamente e disponibilizou para várias regiões.
Yoshitsugu Matsuoka e Ai Kayano, os dubladores de Sora e Shiro, respectivamente, apresentaram um programa de web rádio chamado No Radio No Life na Hibiki Radio. Foi transmitido semanalmente entre 8 de abril e 29 de julho de 2014 e, desde então, passou a ter uma programação quinzenal. Vinte e seis segmentos foram planejados, e três CDs foram lançados entre julho de 2014 e fevereiro de 2015. Um especial de crossover entre No Radio No Life e as séries de rádio de Seirei Tsukai no Blade Dance e Madan no Ō to Vanadis foi transmitido pela Hibiki Radio em 1 de janeiro de 2015 e lançado em DVD em 13 de maio.
Uma adaptação em filme de anime do sexto volume da light novel foi anunciado em 17 de julho de 2016 no evento MF Bunko J Summer School Festival 2016. O filme, intitulado No Game No Life: Zero, estreou em 15 de julho de 2017, com a equipe e o elenco da série de anime retornando para reprisar seus papéis no filme. Com base no sexto volume da light novel, a história se passa 6000 anos antes dos eventos da série principal, com a maioria do elenco original interpretando personagens antigos relacionados às suas contrapartes atuais. A música-tema do filme é "There is a Reason" de Konomi Suzuki. A música foi incluída no álbum "No Song No Life" que foi lançado a 12 de julho de 2017. No Brasil, o filme estreou no Netflix legendado com opção de dublagem em português brasileiro, em dezembro de 2019.
Após a aquisição da Crunchyroll pela Sony Pictures Television, empresa controladora da Funimation em 2021, No Game No Life, juntamente com vários títulos da Sentai, foi removido do serviço de streaming da Crunchyroll em 31 de março de 2022.

## Episódios
| N.º | Título                                         | Dirigido por                                    | Escrito por     | Exibição original   | Ref    |
| --- | ---------------------------------------------- | ----------------------------------------------- | --------------- | ------------------- | ------ |
| 1 | "Iniciante" "Biginā (素人)"                    | Kōji Ōdate                                      | Jukki Hanada    | 9 de abril de 2014  | [ 18 ] |
| Os irmãos Sora e Shiro são dois especialistas em jogos, que são desafiados por uma pessoa misteriosa para um jogo online de xadrez. Depois de vencerem, o adversário lhes convidam para renascerem em seu mundo, onde todas as disputas são resolvidas por jogos. Os irmãos, cansados de seu mundo, aceitam a sua proposta e são transportados para o mundo de fantasia chamado Disboard. Eles descobrem que a pessoa que os convocaram foi Tet, Deus de Disboard. |                                                |                                                 |                 |                     |        |
| 2 | "Desafiante" "Charenjā (挑戦者)"               | Masaru Koseki                                   | Jukki Hanada    | 16 de abril de 2014 | [ 19 ] |
| Sora e Shiro descobrem que o reino humano Elkia está em apuros, depois que o rei anterior perdeu quase todo o território da Imanity aos países vizinhos e que toda a população humana está confinada na cidade Elkia. Os irmãos unem forças com a princesa Stephanie Dora, a fim de derrotar Kurami Zell, a última candidata que resta na disputa ao trono. |                                                |                                                 |                 |                     |        |
| 3 | "Especialista" "Ekisupāto (熟練者)"            | Masaki Hyuga                                    | Jukki Hanada    | 23 de abril de 2014 | [ 20 ] |
| Depois de descobrir que Sora e Shiro sabem que ela está trapaceando para conseguir o trono, Kurami tenta convencê-los a desistir. Quando eles se recusam a ceder, ela lhes desafiam a um jogo incomum de xadrez. |                                                |                                                 |                 |                     |        |
| 4 | "Grande Mestre" "Gurando Masutā (国王)"        | Chiaki Abe Keiko Yamamoto                       | Jukki Hanada    | 30 de abril de 2014 | [ 21 ] |
| Após várias reviravoltas, Sora e Shiro derrotam Kurami e são coroados rei e rainha de Elkia. Mais tarde, eles são abordados por Tet, que afirma que eles podem jogar contra ele para o título de Deus, mas que antes devem conquistar todas as outras nações do mundo. Eles aceitam o desafio. |                                                |                                                 |                 |                     |        |
| 5 | "Weak Square" "Wīku Sukuea (駒並べ)"           | Maria Ichino Takashi Nagayoshi                  | Takashi Aoshima | 7 de maio de 2014   | [ 22 ] |
| Enquanto fazem planos para seu próximo passo, Sora e Shiro descobrem que biblioteca de Elkia está na posse de um ser angelical e decidem consegui-la de volta. |                                                |                                                 |                 |                     |        |
| 6 | "Interessante" "Intaresutingu (一手)"          | Kunihiko Hamada                                 | Kento Shimoyama | 14 de maio de 2014  | [ 23 ] |
| Os irmãos desafiam Jibril, uma membro da raça Flügel, com o objetivo de recuperarem a biblioteca real. Jibril concorda e propõe um jogo de Materialização Shiritori. Sora e Shiro encontram uma maneira de derrotá-la e, depois de ganharem, não só conseguem a biblioteca de volta, como também a lealdade de Jibril. |                                                |                                                 |                 |                     |        |
| 7 | "Sacrifício" "Sakurifaisu (死に手)"            | Rie Harada Kakuto Gai                           | Takashi Aoshima | 21 de maio de 2014  | [ 24 ] |
| Quando pensam em desafiar os Werebeasts, os irmãos logo encontram dificuldades em elaborar uma estratégia para derrotá-los; as memórias dos que os desafiaram foram apagadas. Os irmãos não sabem o que fazer, até que Stephanie confia em Sora e entrega a ele uma chave deixada pelo antigo rei, desbloqueando uma sala que contém uma pesquisa secreta de seu avô sobre como derrotar os Werebeasts. |                                                |                                                 |                 |                     |        |
| 8 | "Final Falso" "Feiku Endo (起死回生)"          | Shinichi Suzuki Keiko Yamamoto                  | Yū Kamiya       | 28 de maio de 2014  | [ 25 ] |
| Os irmãos visitam a embaixada dos Werebeasts em Elkia e falam dos truques que eles usam para enganar seus adversários. Sora aposta todo o território restante de Imanity, junto com a vida de todos os seus cidadãos, em um jogo de "tudo ou nada" contra os Werebeasts. No entanto, enquanto aguardam uma resposta deles, Sora desaparece misteriosamente e Shiro percebe que é a única pessoa que se lembra dele. |                                                |                                                 |                 |                     |        |
| 9 | "Caminhada no Céu" "Sukai Wōku (解離法)"       | Masaki Hyuga                                    | Jukki Hanada    | 4 de junho de 2014  | [ 26 ] |
| Depois de descobrir a verdade sobre o desaparecimento de seu irmão, Shiro lembra que Sora está tendo um jogo contra Kurami, apostando sua própria existência e memórias. Com Sora incapaz de continuar o jogo, Shiro assume o seu lugar de acordo com as regras e consegue a vitória. Com isso, os irmãos não só ganham a lealdade de Kurami e o apoio de sua parceira Elfa, Feel Nilvalen, mas também o compartilhamento de suas memórias com Kurami, que faz com que ela confie neles. |                                                |                                                 |                 |                     |        |
| 10 | "Rosa Azul" "Burū Rōzu (指向法)"               | Maria Ichino Takashi Nagayoshi Yumiko Kinoshita | Kento Shimoyama | 11 de junho de 2014 | [ 27 ] |
| Depois de terminados os preparativos, o momento de Sora e Shiro desafiarem os Werebeasts, apostando o destino de todos Imanity, chegou. Mas quando o jogo começa, os irmãos perdem toda a esperança de vitória, pois se dão conta que estão de volta em Tóquio e os traumas de seu passado vem à tona. |                                                |                                                 |                 |                     |        |
| 11 | "Matando o Gigante" "Kiringu Jaianto (誘導法)" | Masaki Hyuga                                    | Kento Shimoyama | 18 de junho de 2014 | [ 28 ] |
| Depois de se recuperarem, Sora e Shiro enfrentam Izuna com a ajuda de Jibril, mas logo percebem que o jogo é uma fraude, a tal ponto que a vitória é quase impossível. Toda a esperança parece perdida quando Shiro é, aparentemente, controlada pela inimiga, porém Izuna percebe que está caindo numa armadilha feita pelos irmãos e, divertindo-se com o jogo pela primeira vez em sua vida, finalmente decide jogar sério. |                                                |                                                 |                 |                     |        |
| 12 | "Regra Número 10" "Rūru Nanbā Ten (収束法)"    | Kōji Ōdate Kunihiko Hamada                      | Jukki Hanada    | 25 de junho de 2014 | [ 4 ]  |
| Sora e Shiro são surpreendidos pelo poder de Izuna, mas quando ela pensa que venceu o jogo, cai em outra armadilha dos irmãos e é derrotada. Algum tempo depois, os irmãos são convocados pela líder dos Werebeasts, a "Donzela do Santuário", que quer um revanche contra eles. Após um empate, é determinado que ambas as nações trabalhariam juntas e, dessa forma, a Federação Elkia não iria fundir Imanity e Werebeast em um nação única. Enquanto fazem os preparativos para as próximas batalhas, Sora e Shiro fazem do seu objetivo unir todas as raças de Disboard sob o comando deles e, dessa forma, desafiar Tet para o título de "único Deus verdadeiro". |                                                |                                                 |                 |                     |        |